# Distretto di Meru
Il distretto di Meru è uno dei distretti in cui è amministrativamente suddivisa la regione di Arusha in Tanzania.

## Suddivisione amministrativa
Il distretto è diviso nelle seguenti circoscrizioni (wards), tra parentesi gli abitanti (censimento 2022):
1. Akheri (17 236)
2. Ambureni (16 971)
3. Imbaseni (29 770)
4. Kikatiti (21 611)
5. Kikwe (10 965)
6. King'ori (13 034)
7. Leguruki (9 528)
8. Majengo (6 570)
9. Maji ya Chai (19 779)
10. Makiba (10 294)
11. Malula (12 526)
12. Maroroni (16 113)
13. Maruvango (9 796)
14. Mbuguni (10 026)
15. Ngabobo (4 184)
16. Ngarenanyuki (10 078)
17. Nkoanekoli (4 623)
18. Nkoanrua (8 679)
19. Nkoaranga (10 229)
20. Nkoarisambu (6 892)
21. Poli (11 399)
22. Seela Sing'isi (11 756)
23. Shambarai Burka (7 031)
24. Songoro (10 813)
25. Usa River (29 938)
26. Uwiro (11 762)